# (6396) Schleswig
(6396) Schleswig ist ein Asteroid des Hauptgürtels, der am 15. Januar 1991 vom deutschen Astronomen Freimut Börngen an der Thüringer Landessternwarte Tautenburg (IAU-Code 033) im Tautenburger Wald in Thüringen entdeckt wurde.
Benannt wurde er nach dem historischen Herzogtum Schleswig im Norden des deutschen Landes Schleswig-Holstein, das 1946, also kurz nach dem Zweiten Weltkrieg, aus der Provinz Schleswig-Holstein im Freistaat Preußen hervorging.